# Représentations diplomatiques en Moldavie
Les représentations diplomatiques en Moldavie sont actuellement au nombre de 29. Il existe de nombreuses délégations et bureaux de représentations des organisations internationales et d'entités infranationales dans la capitale Chișinău.

## Ambassades à Chișinău
| - Allemagne - Arménie - Autriche - Azerbaïdjan - Biélorussie - Chine - Tchéquie - France - Géorgie - Hongrie - Italie - Japon | - Lettonie - Lituanie - Qatar - Pays-Bas - Pologne - Roumanie - Russie - Slovénie - Suède - Turquie - Ukraine - Royaume-Uni - États-Unis |

## Missions diplomatiques
- Estonie